# Abdulrazak Ekpoki
Abdul Razak Mohamed Ekpoki (Kano, 27 oktober 1982) is een Nigeriaans voetballer die sinds het seizoen 2010/2011 onder contract staat bij het Vietnamese Sông Lam Nghệ An.

## Carrière
Ekpoki begon met voetballen bij lokale voetbalclubs in Nigeria. Hij werd opgemerkt door het Egyptische Ismailia en speelde van 2001 tot 2003 bij de Egyptische topclub.
Na een korte omzwerving in Maleisië waagde hij de stap naar Europa. Hij ging spelen bij het Sloveense FC Ljubljana waar hij in
2005 10 keer tot scoren kwam in 24 duels. Hij maakte in de winterstop van het seizoen 2005-2006 al meteen de overstap naar het Spaanse Gimnàstic de Tarragona.
Ekpoki verliet Gimnàstic echter al na één seizoen en hij ging voetballen voor UD Vecindario, maar ook dit korte Spaanse avontuur mislukte.
Om zijn carrière nieuw leven in te blazen ging hij terug zijn geluk beproeven in Slovenë, deze keer maakte hij de overstap naar ND Gorica.
Ekpoki vond zijn oude vorm terug en scoorde 14 keer in 23 optredens. Hij werd hierna opgemerkt door het Belgische KAA Gent. Maar opnieuw kon Ekpoki niet aarden in een grotere competitie dan die van Slovenië. Hij speelde 4 officiële wedstrijden voor Gent, waarin hij geen enkele maal tot scoren kwam.
Ekpoki trok wederom terug naar Slovenië, ditmaal volgde een tussenstop bij NK Labod Drava. Per seizoen 2010/2011 speelt Ekpoki bij het Vietnamese Sông Lam Nghệ An.

## Leeftijd
Er rijzen nogal veel vragen over de vermoedelijke leeftijd van Ekpoki. Hij is officieel 28 jaar oud, maar ziet er volgens sommigen veel ouder uit. Het bleef bij die verontwaardigingen en een concreet onderzoek werd er nog nooit aangevat.